# Leishmania infantum

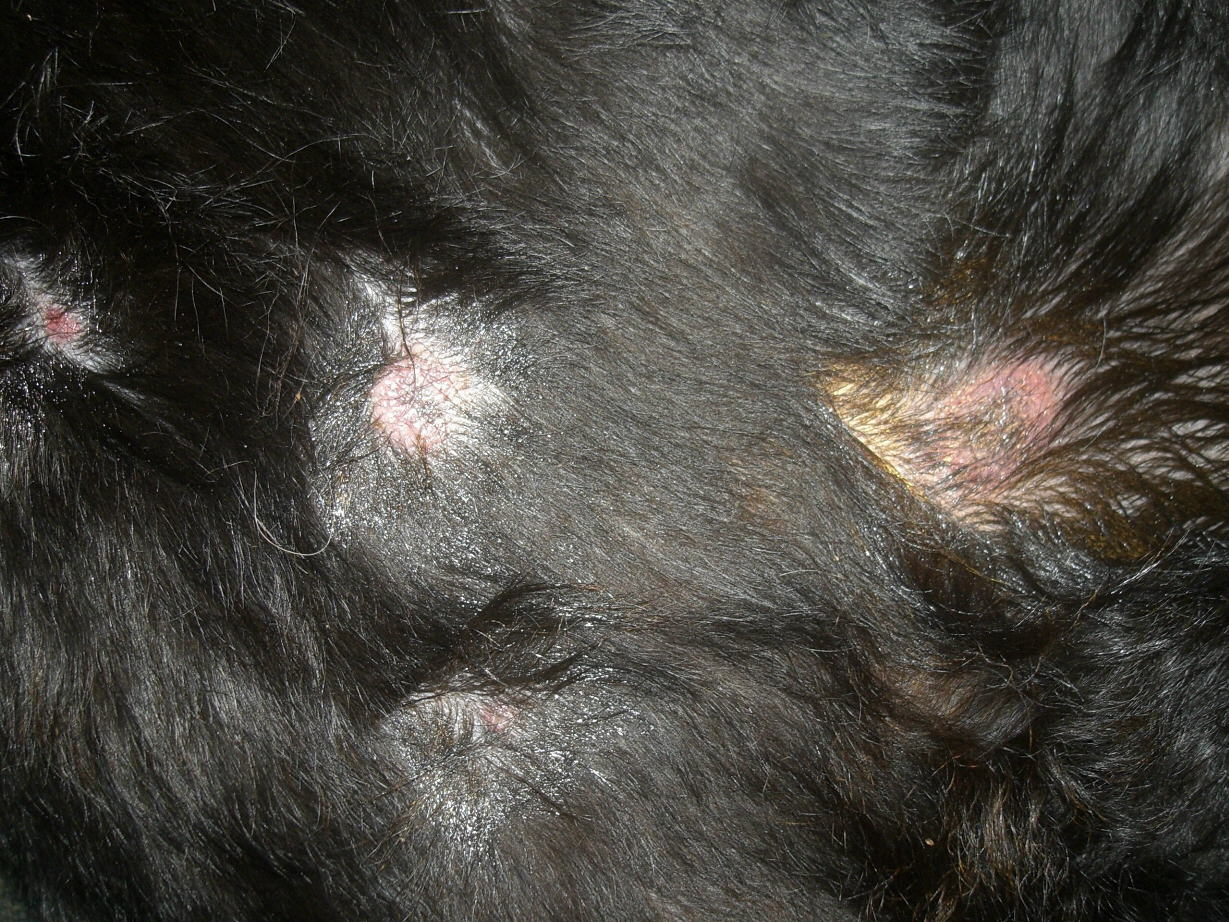
Perro infectado por Leishmania infantum.

Leishmania infantum es la única especie productora de la leishmaniosis canina y humana en España. Aunque su prevalencia en perros es muy alta y una gran parte de la población humana está por tanto expuesta al vector que la transmite, la enfermedad que produce es relativamente rara en el hombre. Pertenece al complejo Donovani, y la enfermedad que produce se conoce como Leishmaniasis Visceral.
Antes de la aparición del VIH se producía generalmente en niños (de aquí su nombre). Actualmente, los casos humanos se han elevado paralelamente al número de personas inmunodeprimidas por el sida u otras causas, donde esta enfermedad parasitaria es bastante frecuente, siendo por tanto el mayor grupo de riesgo. Posiblemente, en muchos de estos casos los humanos eran previamente portadores inaparentes del parásito, que no sufren la enfermedad hasta que su sistema inmune no se encuentra alterado por otra patología.